# Stowarzyszenie na Rzecz Rozwoju i Promocji Podkarpacia „Pro Carpathia”
Stowarzyszenie na Rzecz Rozwoju i Promocji Podkarpacia „Pro Carpathia” – Stowarzyszenie utworzone 27 stycznia 2004 roku w Rzeszowie.
Celem statutowym Stowarzyszenia jest aktywizacja lokalnej społeczności i wsparcie samorządów i przedsiębiorstw poprzez pozyskiwanie funduszy projektów ze środków zewnętrznych, promocja regionu Podkarpacia oraz ochrona dziedzictwa kulturowego i przyrodniczego regionu. Stanowi punkt informacyjny o współpracy pomiędzy samorządem terytorialnym, organizacjami pozarządowymi i podmiotami gospodarczymi działającymi na terenie woj. podkarpackiego również dla partnerów zagranicznych.

## Charakterystyka
Stowarzyszenie realizuje działania w następujących obszarach:
- zachowanie i ochrona dziedzictwa kulturowego,
- rozwój turystyki,
- działania na rzecz rozwoju i promocji środowiska naturalnego,
- rozwój zasobów ludzkich związanych z rynkiem pracy,
- sektor rolno-spożywczy (podkarpackie produkty regionalne, tradycyjne i ekologiczne).

Stowarzyszenie jest animatorem dwóch klastrów: Klastra Podkarpackie Smaki oraz Karpackiego Klastra Turystycznego, a także Animatorem Szlaku Kulinarnego Podkarpackie Smaki. Zajmuje się również działalnością wydawniczą na rzecz promowania regionu podkarpackiego: jego walorów przyrodniczych, turystycznych i tradycyjnej kuchni oraz żywności ekologicznej a także odnowy dziedzictwa kulturowego architektury drewnianej, rzemiosła i mniejszości etnicznych. W czasie działania publikowało magazyny: Skarby Podkarpacia, Biznes i Etos, Karpacki Przegląd Gospodarstw.

## Zarząd Stowarzyszenia
Zarząd Stowarzyszenia stanowią:
- Prezes Zarządu: Krzysztof  Staszewski
- Wiceprezes Zarządu: Agnieszka Pieniążek
- Wiceprezes Zarządu: Dorota Zielińska

## Siedziba
Siedziba Stowarzyszenia "Pro Carpathia" mieści się w rzeszowskim rynku (Rynek 16/1, Rzeszów).

## Doświadczenie
Stowarzyszenie „Pro Carpathia” od początku zrealizowało projekty m.in. w ramach:
- Programu Operacyjnego Innowacyjna Gospodarka;
- Regionalnych Programów Operacyjnych (dla poszczególnych województw);
- Norweskiego Mechanizmu Finansowego oraz Mechanizmu Finansowego Europejskiego Obszaru Gospodarczego (tzw. fundusze norweskie i fundusze EOG);
- Programu Rozwoju Obszarów Wiejskich (Tworzenie i rozwój mikroprzedsiębiorstw, Różnicowanie w kierunku działalności nierolniczej);
- Programu Operacyjnego Infrastruktura i Środowisko;
- Programu Operacyjnego Kapitał Ludzki;
- Szwajcarsko-Polskiego Programu Współpracy (tzw. Fundusz Szwajcarski);
- Programu Współpracy Transgranicznej Polska – Białoruś – Ukraina 2007–2013;
- Programu Współpracy Transgranicznej Rzeczpospolita Polska – Republika Słowacka 2007–2013;
- środków Ministra Kultury i Dziedzictwa Narodowego;

## Współpraca
Stowarzyszenie od początku działalności współpracuje z wieloma znaczącymi dla Województwa Podkarpackiego podmiotami, są to:
- Uniwersytet Rzeszowski;
- Małopolski Instytut Gospodarczy;
- Stowarzyszenie Euroregion Karpacki Polska;
- CEEweb for Biodiversity;
- Polska Organizacja Turystyczna – Konsorcjum „Polskie Szlaki Kulinarne”;
- Podkarpacka Regionalna Organizacja Turystyczna;
- Politechnika Rzeszowska;
- Mielecka Agencja Rozwoju Regionalnego S.A.;
- Państwowa Wyższa Szkoła Wschodnioeuropejska;
- Fundacja Bieszczadzka;
- Porozumienie Karpackie „Karpaty Naszym Domem”;
- Arboretum i Zakład Fizjografii w Bolestraszycach;
- Ogólnopolskie Stowarzyszenie Przetwórców i Producentów Produktów Ekologicznych „Polska Ekologia”.

## Wyróżnienia
- Wyróżnienie Szlaku Kulinarnego Podkarpackie Smaki jako Najlepszy Produkt Turystyczny 2014 przez Polską Regionalną Organizację Turystyczną;
- Honorowa Odznaka „Za zasługi dla turystyki” przyznana przez Ministerstwo Sportu i Turystyki;
- Nagroda Marszałka Województwa Podkarpackiego z podziękowaniami za szczególną aktywność w działaniach dla rozwoju turystyki w Województwie Podkarpackim oraz promocji walorów turystycznych regionu.